# Michiyo Tsujimura
Pour les articles homonymes, voir Tsujimura.
Compléments
Première femme japonaise à obtenir un doctorat en agronomie.
Michiyo Tsujimura (辻村みちよ, Tsujimura Michiyo) (17 septembre 1888 - 1er juin 1969) est une agronome et biochimiste japonaise dont les recherches portaient sur les composants du thé vert. Elle est la première femme japonaise à recevoir un doctorat en agronomie.

## Biographie
Née dans la préfecture de Saitama, Tsujimura sort diplômée de l'école normale pour femmes de la préfecture de Tokyo en 1909 puis entre à la faculté de science de l'école normale supérieure pour femmes de Tokyo. L'une de ses professeurs est Kono Yasui qui l'inspire à se consacrer à la recherche scientifique. Diplômée en 1913, elle devient professeur au lycée pour filles de Yokohama dans la préfecture de Kanagawa. En 1917, elle retourne dans la préfecture de Saitama pour enseigner à l'école normale pour femmes de Saitama.
Sa carrière de chercheuse commence en 1920 quand elle entre à l'université impériale de Hokkaidō en tant qu'assistante de laboratoire. À cette époque, l'université n'accepte pas les femmes comme étudiantes, ainsi, Tsujimura doit accepter un poste non rémunéré au laboratoire de nutrition alimentaire du département de chimie agricole de l'université. Elle y fait des recherches sur la nutrition des vers à soie avant d'être transférée au laboratoire de chimie médicale du collège médical de l'université impériale de Tokyo en 1922. Celui-ci est cependant détruit lors du terrible séisme de Kantō de 1923 et elle est transférée au RIKEN en tant qu'étudiante de recherche en octobre 1923. Elle travaille dans le laboratoire d'Umetarō Suzuki, un docteur en agriculture qui fait des recherches sur la chimie nutritionnelle. Tsujimura et sa collègue Seitarō Miura découvrent la vitamine C dans le thé vert en 1924 et publient un article intitulé Sur la vitamine C dans le thé vert dans la revue Bioscience, Biotechnologie, et Biochimie. Cette découverte contribue à une augmentation des exportations de thé vert vers l'Amérique du Nord.
En 1929, Tsujimura isole la catéchine flavonoïde du thé vert. Elle en extrait aussi du tannin en cristaux en 1930. Sa thèse sur les constituants du thé vert, intitulée Sur les composants chimiques du thé vert, lui fait obtenir son doctorat en agronomie de l'université impériale de Tokyo en 1932, devenant la première femme japonaise à recevoir un tel diplôme,. Elle isole le gallocatéchol du thé vert en 1934 et dépose un brevet sur sa méthode d'extraction des cristaux de vitamine C à partir des plantes en 1935. Elle est promue au poste de chercheuse junior au RIKEN en 1942 puis chercheuse en 1947 avant de devenir professeur à l'université féminine d'Ochanomizu lors de sa création en 1949. Elle est professeur à l'école normale supérieure de Tokyo en 1950 et est la première doyenne de la faculté d'économie nationale.
Tsujimura prend sa retraite de l'université d'Ochanomizu comme professeur en 1955 mais continue de donner des cours à temps partiel jusqu'en 1961. Elle est professeur à l'université Jissen pour femmes de Tokyo de 1955 à 1963, quand elle devient professeur émérite. En 1956, elle reçoit le prix japonais de science agricole pour ses recherches sur le thé vert et est décorée de l'ordre de la Couronne précieuse (4e classe) en 1968. Elle meurt à Toyohashi le 1er juin 1969 à l'âge de 80 ans.